# Claude Halmos
Pour les articles homonymes, voir Halmos.
Claude Halmos, née le 30 avril 1946 à Châteauroux, est une  essayiste et psychanalyste française.
Elle intervient dans plusieurs émissions télévisées et de radio, notamment dans La Grande Famille sur Canal+ entre 1992 et 1997, et sur France Info depuis 2002. Elle collabore également au magazine Psychologies depuis 1998,.

## Publications
- Parler, c'est vivre, avec Dominique Missika (éd.), Nil, 1997, 342 p.  (ISBN 2-84111-079-6)
- Pourquoi l'amour ne suffit pas : Aider l'enfant à se construire, Nil, 2006,  (ISBN 2-84111-234-9), 251 p.
- L'Autorité expliquée aux parents : Entretiens avec Hélène Mathieu, Nil, 2008, 167 p.  (ISBN 978-2-84111-377-4)
- Grandir : Les étapes de la construction de l'enfant, le rôle des parents, Fayard, 2009, 338 p.  (ISBN 978-2-213-64319-9)
- Dis-moi pourquoi : Parler à hauteur d'enfant, Fayard, 2012, 216 p.  (ISBN 978-2-213-66831-4)
- Est-ce ainsi que les hommes vivent ? : faire face à la crise et résister, Fayard, 2014, 20 p.  (ISBN 978-2-213-68099-6)
- (coll.) Un lieu pour vivre : Les enfants de Bonneuil, leurs parents et l'équipe des soignants, Le Seuil, coll. « Le champ freudien »  (ISBN 2-02-004480-3)
- (coll.) Quelques pas sur le chemin de Françoise Dolto, Le Seuil, 1988, 252 p.  (ISBN 2-02-009982-9)
- (coll.) L'Enfant et la psychanalyse, actes du congrès organisé par le Centre de formation et recherches psychanalytiques à Paris du 1er au 5 avril 1992, Esquisses psychanalytiques / CFRP, 1993, 644 p.  (ISBN 2-906435-98-8)
- (éd.) Françoise Dolto. Articles et conférences, Gallimard, 5 vol. :
  - vol. 11 : Les Étapes majeures de l'enfance, coll. « Françoise Dolto », 289 p.  (ISBN 2-07-073942-2) 401 p.  (ISBN 2-07-040433-1)
  - vol. 2 : Les Chemins de l'éducation, coll. « Françoise Dolto », 389 p.  (ISBN 2-07-073941-4) (ISBN 2-07-041524-4)